# 東京都道302號新宿兩國線

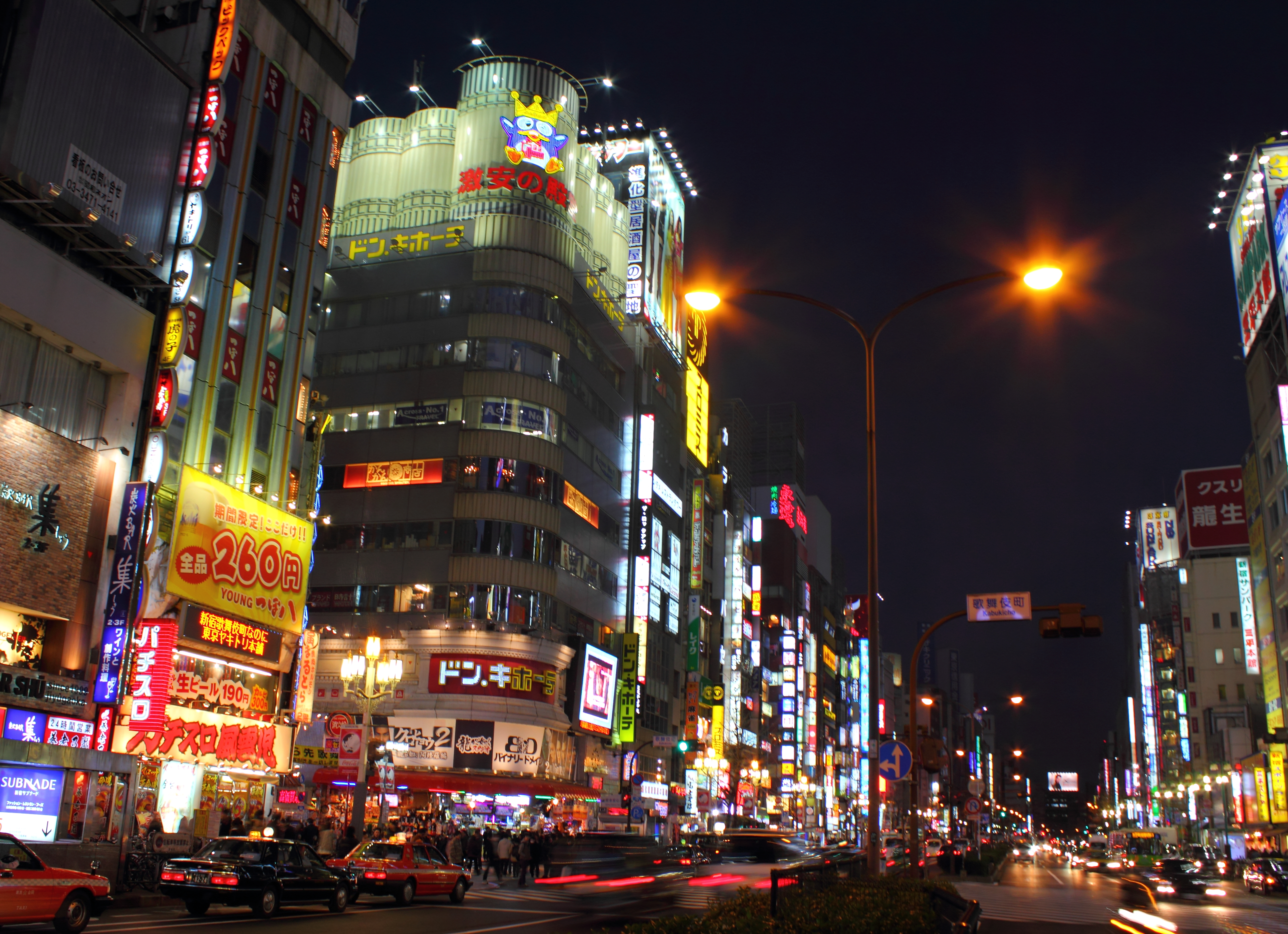
歌舞伎町的靖國通

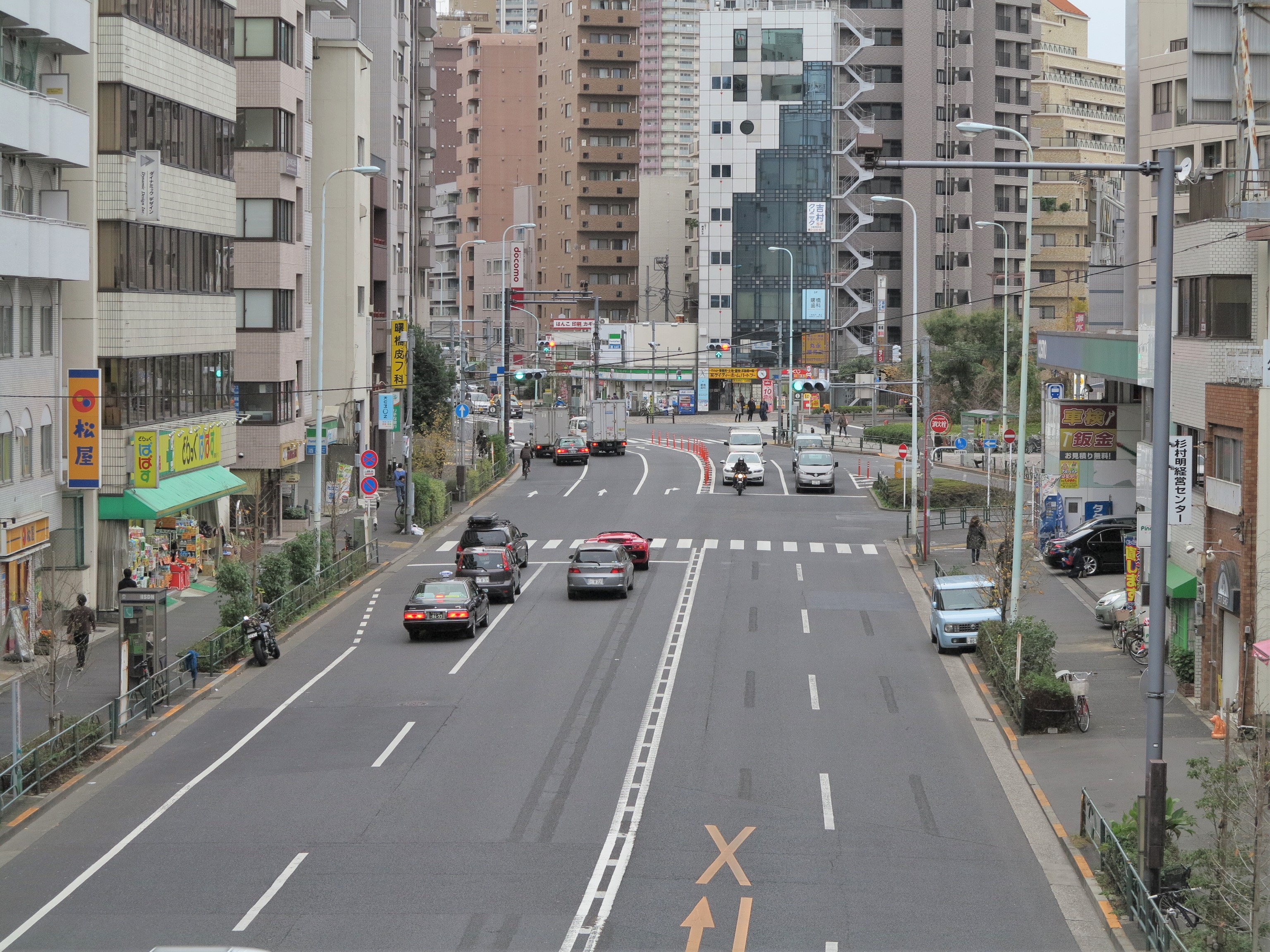
外苑東通曙橋附近的靖國通

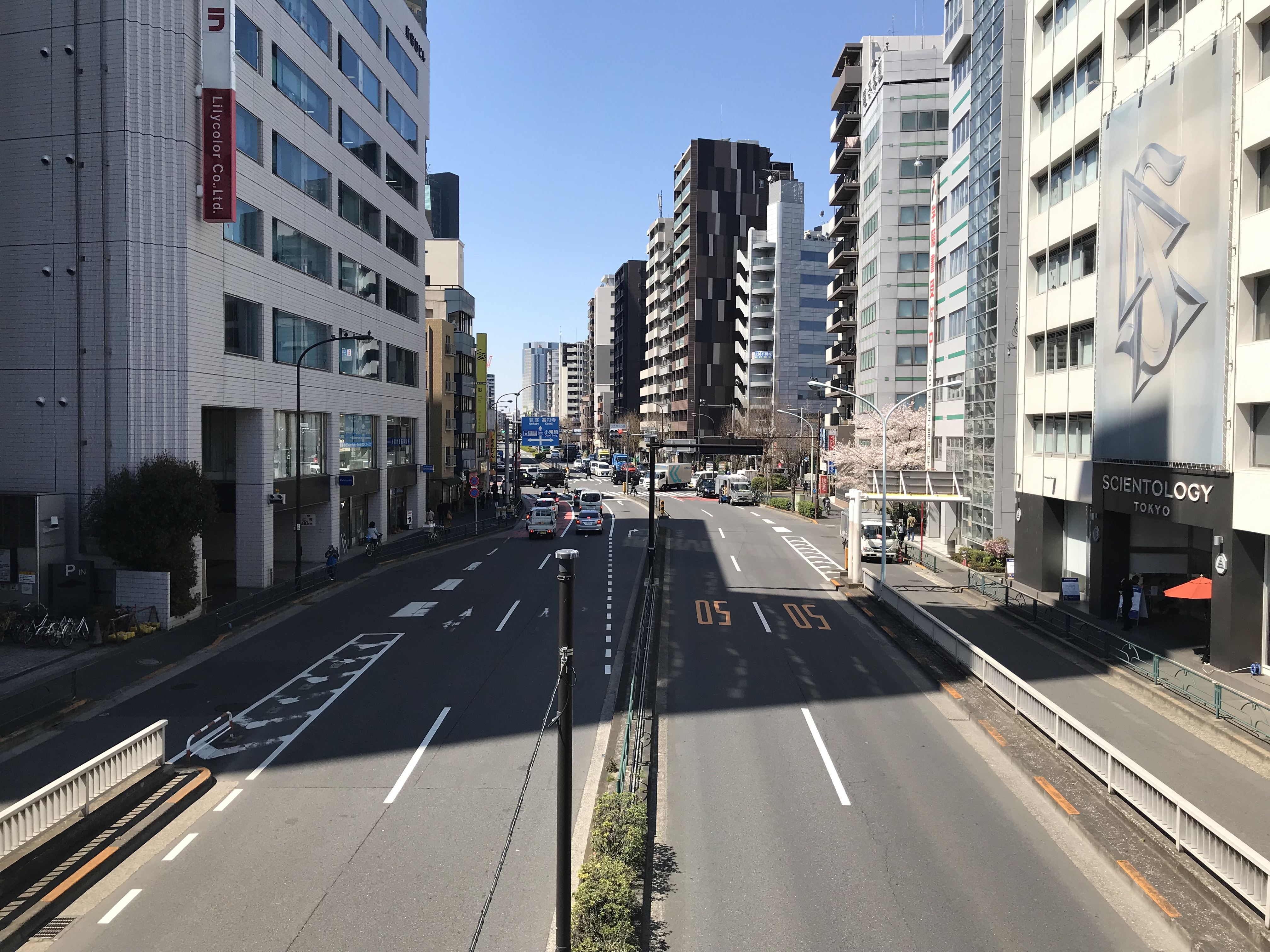
东京都道302号西新宿路段

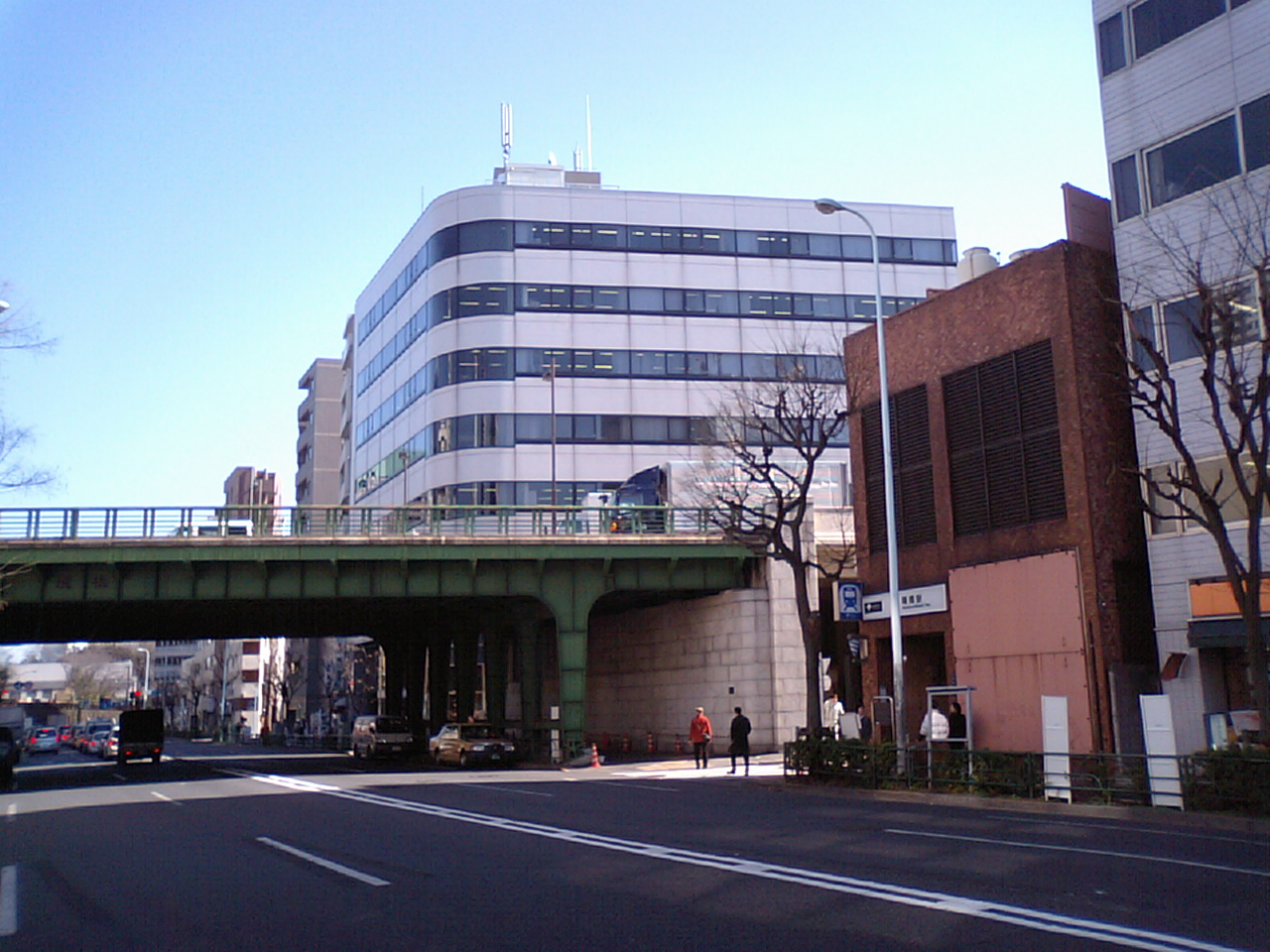
曙橋站

東京都道302號新宿兩國線（日语：／）是日本東京都新宿區、千代田區、中央區東西走向的主要地方道。新宿區內另有支線。
本線通稱靖國通（日语：／）。因通過千代田區靖國神社前，戰後由大正通改為現名。不包含通過東新宿站的曙橋～中野坂上支線部分。

## 概要
貫穿東京都心的東西向道路之一。新宿區新宿5丁目交差點東側約300公尺至東神田交差點西側約100公尺地下有都營地下鐵新宿線行走。路線名的「兩國」非指現在的JR兩國站一帶，而是町名變更前的日本橋兩國，也就是現在的東日本橋地域。

### 路線資料
- 總長：11.2 km[1]
- 本線
  - 起點：新宿大Guard東交差點（東京都新宿區）
  - 終點：淺草橋交差点（東京都中央區）
- 支線
  - 起點：中野坂下交差點（東京都新宿區）
  - 終點：住吉町交差點（東京都新宿區）

## 一般名稱
- 本線
  - 靖國通（靖国通り）（全線）※國道14號淺草橋交叉點至兩國橋的區間也屬於靖國通。但路標則將淺草橋交叉點以西標為靖國通，淺草橋交叉點以東標為京葉道路。可參照京葉道路#一般道路。
- 支線
  - 稅務署通（税務署通り）（中野坂下交叉點～北新宿百人町交叉點）
  - 職安通（職安通り）（北新宿百人町交叉點～新宿七丁目交叉點）
  - 拔辯天通（抜弁天通り）（新宿七丁目交叉點～拔辯天交叉點）
  - 余丁町通（余丁町通り）（拔辯天交叉點～住吉町交叉點）

## 路線狀況

### 交通量
24小時汽車類交通量（台/日）
- 新宿區市谷田町1-1：23,648
- 千代田區東神田2-10-13：45,642

## 通過的自治體
- 東京都
  - 新宿區
  - 千代田區
  - 中央區

## 重複區間
- 東京都道4號東京所澤線、東京都道5號新宿青梅線（重複）／新宿大Guard東交差點～新宿5丁目交差點
- 東京都道401號麴町竹平線（日语：東京都道401号麹町竹平線）／九段坂上交差點～九段下交差點

## 連接的道路

### 本線
| 交會道路                                      | 交會道路                                    | 交差點名      | 所在地   |
| --------------------------------------------- | ------------------------------------------- | ------------- | -------- |
| 東京都道4號東京所澤線 中野坂上、田無方向      |                                             |               |          |
| -                                             | 東京都道430號新宿停車場前線（新宿通）       | 新宿大Guard東 | 新宿區   |
| 東京都道305號芝新宿王子線（明治通）           | 東京都道305號芝新宿王子線（明治通）         | 新宿五丁目    | 新宿區   |
| 東京都道418號北品川四谷線（外苑西通）         | 東京都道418號北品川四谷線（外苑西通）       | 富久町西      | 新宿區   |
| 都道302號新宿兩國線支線（余丁町通）           | 都道302號新宿兩國線支線（余丁町通）         | 住吉町        | 新宿區   |
| 東京都道319號環狀三號線（外苑東通）           | 東京都道319號環狀三號線（外苑東通）         | 合羽坂        | 新宿區   |
| （津之守坂通）                                | （津之守坂通）                              | 合羽坂下      | 新宿區   |
| 東京都道405號外濠環狀線（外堀通）             | 東京都道405號外濠環狀線（外堀通）           | 市谷見附      | 新宿區   |
| -                                             | 東京都道401號麴町竹平線（內堀通）           | 九段坂上      | 千代田區 |
| （早稻田通）                                  | （早稻田通）                                | 田安門        | 千代田區 |
| 東京都道8號千代田練馬田無線（目白通）         | 東京都道401號麴町竹平線（內堀通）           | 九段下        | 千代田區 |
| 東京都道301號白山祝田田町線（白山通）         | 東京都道301號白山祝田田町線（白山通）       | 神保町        | 千代田區 |
| 東京都道403號大手町湯島線（本鄉通）           | 東京都道403號大手町湯島線（本鄉通）         | 小川町        | 千代田區 |
| 東京都道405號外濠環狀線（昌平橋通、外堀通）   | 東京都道405號外濠環狀線（昌平橋通、外堀通） | 淡路町        | 千代田區 |
| 國道17號（中央通）                            | 國道17號（中央通）                          | 須田町        | 千代田區 |
| 國道4號（昭和通） 首都高速1號上野線           | 國道4號（昭和通） 首都高速1號上野線         | 岩本町        | 千代田區 |
| （清洲橋通）                                  | （清洲橋通）                                | 東神田        | 千代田區 |
| 國道6號（江戶通）                             | 國道6號（江戶通）                           | 淺草橋        | 中央區   |
| 國道14號（靖國通、京葉道路） 錦糸町、千葉方向 |                                             |               |          |

### 支線
| 交會道路                                 | 交會道路                              | 交差點名      | 所在地 |
| ---------------------------------------- | ------------------------------------- | ------------- | ------ |
| 東京都道4號東京所澤線 中野坂上、田無方向 |                                       |               |        |
| -                                        | 東京都道4號東京所澤線                 | 中野坂下 淀橋 | 新宿區 |
| （小瀧橋通）                             | （小瀧橋通）                          | 北新宿百人町  | 新宿區 |
| 東京都道305號芝新宿王子線（明治通）      | 東京都道305號芝新宿王子線（明治通）   | 新宿七丁目    | 新宿區 |
| 團子坂                                   | -（彎）                               | 拔辯天        | 新宿區 |
| 東京都道302號新宿兩國線本線（靖國通）    | 東京都道302號新宿兩國線本線（靖國通） | 住吉町        | 新宿區 |

## 備考
1. 1 2  平成22年度道路交通センサス （页面存档备份，存于） 2012年10月20日閲覧。
2. ↑  合羽坂（日语：合羽坂）下交差點、住吉町交差点起另有側道。本線在曙橋立體交叉。

## 關連項目
- 東京都道一覽